# 上气道咳嗽综合征
上气道咳嗽综合征（英語：upper aitway cough syndrome），旧称鼻后滴漏综合征（英語：post-nasal drip syndrome），俗称鼻涕倒流，是由于鼻部疾病引起分泌物倒流至鼻后和咽喉等部，刺激咳嗽感受器，导致以咳嗽为主要表现的综合征。它的可能成因包括鼻炎、鼻窦炎、胃食道逆流、吞咽障碍（如食管动力障碍）、过敏、感冒以及医疗副作用。
有研究人员认为，鼻腔后部的黏液下流是一种在健康人群中也会出现的正常生理过程。由于该综合征在世界各地差异很大，且缺乏公认的定义、没有病理组织变化也没有适用的生化检验，现在更多人认为它是一种症状，而不是疾病。

## 症状和体征
鼻后滴流综合征患者可能会持续感到上呼吸道不适。由于黏液自鼻黏膜流至咽喉后部，患者会咳嗽。不适感有几率因为咳嗽导致其他感染而变得更为明显。
胃食道逆流通常伴有与鼻后滴流综合征类似的上呼吸道症状，如咳嗽、清嗓子、声音嘶哑或音色改变。胃食道逆流会刺激咽喉，引起患者感觉咽喉黏液增加。据信这会加剧鼻后滴流综合征，甚至可能在未有鼻后滴流综合征的情况下诱发此症。
鼻后滴流综合征可能是喉部炎症或气道高反应性的病因，并引起声带功能障碍。

## 诊断
在没有任何准确客观的医学检验的情况下，仅依靠患者自身关于咽喉滴流感的描述进行的长期观察可能是不准确且有偏差的。由于直接指向具体病症的症状的描述本身不可靠，应使用鼻镜之类的便于观察鼻腔炎症反应与粘脓性分泌物的方式辅助诊断。

## 治疗
治疗方式取决于鼻后滴流综合征的性质与诱因。细菌感染导致的鼻后滴流可以开以抗生素。过敏引起的鼻后滴流则应用抗组胺药治疗，但需要注意的是，第一代抗组胺药会有嗜睡等副作用。丙酸氟替卡松之类的鼻用皮质类固醇也可能有效。减充血剂，如止咳药，可通过使血管收缩，從而收縮黏膜以减轻症状。
保持水分摄入并避免摄入酒精与咖啡因制品是很重要的。鉴于香烟烟雾在吸入后会增加不适感，建议患者不要吸烟。多喝水，尤其是多饮用可稀释黏液的饮料（如热水），也不失为一个好办法。进行盐水基鼻喷雾之类的鼻腔冲洗有助于缓解咽喉分泌物引起的不适。患者也可以使用处方类固醇鼻喷剂，该类喷剂相比非处方减充血喷剂更为安全有效，且作用时间更长。

## 外部連結
- 关于鼻涕的Medline Plus文章 （页面存档备份，存于）